# Karpacki Wyścig Kurierów

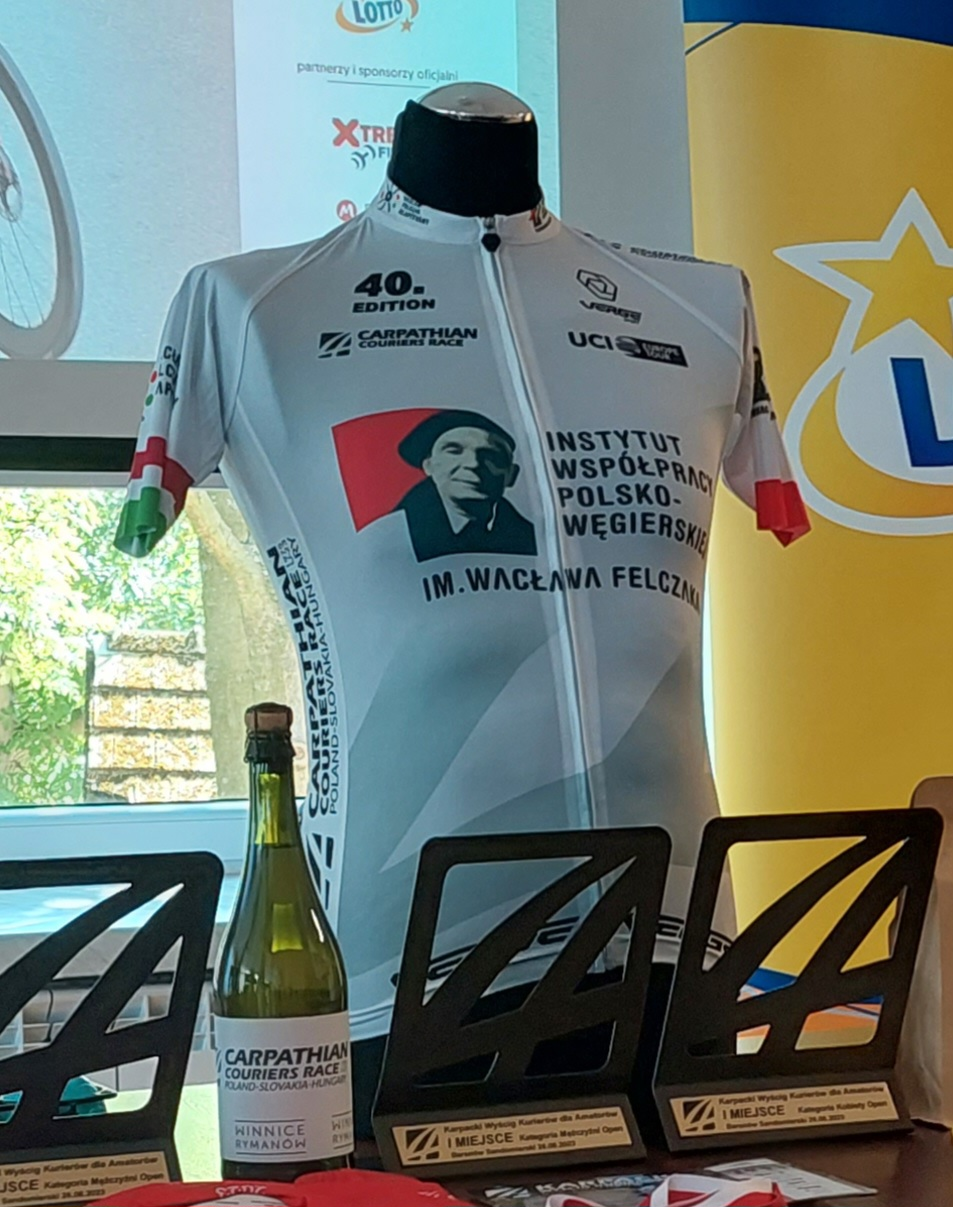
Biała koszulka lidera klasyfikacji generalnej Karpackiego Wyścigu Kurierów

Karpacki Wyścig Kurierów (ang. Carpathian Couriers Race) – kolarski wyścig wieloetapowy do lat 23. Rozgrywany jest w Polsce, Słowacji i na Węgrzech (w 2014 również w Czechach). Od 2010 zaliczany jest do cyklu UCI Europe Tour, w którym posiada kategorię 2.2U.
W latach 1975–1998 i 2000 był organizowany jako Międzynarodowy Wyścig Kolarski „Szlakiem Kurierów Beskidzkich”. Jego reaktywacja miała miejsce w 2009 roku.
Karpacki Wyścig Kurierów 2020, po raz pierwszy w historii wyścigu, został rozegrany w formacie jednodniowym.
Wyścig jest poświęcony pamięci kurierów Polskiego Państwa Podziemnego, takich jak Jan Karski i Wacław Felczak.
Rozgrywany jest również Karpacki Wyścig Kurierów dla Amatorów.

## Zwycięzcy
Opracowano na podstawie:
| Rok  | Pierwsze            | Drugie               | Trzecie                  |          |
| ---- | ------------------- | -------------------- | ------------------------ | -------- |
| 2010 | Adrian Honkisz      | Kamil Zieliński      | Sierhiej Sakowiec        |          |
| 2011 | Paweł Bernas        | Paweł Poljański      | Jarosław Kowalczyk       |          |
| 2012 | Maurits Lammertink  | Jakub Novák          | Łukasz Owsian            |          |
| 2013 | Stefan Poutsma      | Daan Meijers         | Jeroen Meijers           |          |
| 2014 | Gregor Mühlberger   | Eduard-Michael Grosu | Przemysław Kasperkiewicz |          |
| 2015 | Tim Ariesen         | Álvaro Cuadros       | Dries Van Gestel         |          |
| 2016 | Hamish Schreurs     | Michał Paluta        | Max Kanter               |          |
| 2017 | Alessandro Pessot   | Kamil Małecki        | Robert Kessler           |          |
| 2018 | Filip Maciejuk      | Jens van den Dool    | Sven Burger              |          |
| 2019 | Marijn van den Berg | Giovanni Aleotti     | Meindert Weulink         |          |
| 2020 | Jordan Habets       | Adam Kuś             | Antti-Jussi Juntunen     |          |
| 2021 | Filip Maciejuk      | Daan Hoeks           | Fran Miholjević          |          |
| 2022 | Fran Miholjević     | Francis Juneau       | Alexander Hajek          |          |
| 2023 | Gal Glivar          | Giulio Pellizzari    | Davide De Cassan         |          |
| 2024 | odwołany            | odwołany             | odwołany                 | odwołany |